# New Strings
New Strings è il quarto singolo della cantante country statunitense Miranda Lambert. Lanciato nel 2006, il singolo è, dopo "Kerosene", quello che ha avuto più successo tra quelli estratti dal secondo album di Miranda: è arrivato sino alla posizione 25 della classifica delle canzoni country americane, e alla posizione 125 della classifica vera e propria dei singoli americana, la Billboard Hot 100.

## Classifiche
| Classifica (2006)                | Posizione massima |
| -------------------------------- | ----------------- |
| U.S. Billboard Hot 100           | 125               |
| U.S. Billboard Hot Country Songs | 25                |